# Ekspres (broń)

Przekrój luf w ekspresie (z lewej) i ekspres-boku

Ekspres – rodzaj myśliwskiej broni palnej, sztucer podwójny o poziomym lub pionowym (bok) układzie luf gwintowanych.
Jest bronią o konstrukcji łamanej, wyposażoną najczęściej w wyrzutnik łusek. Względem popularnych karabinów powtarzalnych niewątpliwą zaletą ekspresu jest możliwość natychmiastowego oddania dwóch strzałów, co jest istotne podczas polowań na niebezpieczną grubą zwierzynę. Do zalet ekspresów należy zaliczyć również ich zwartą budowę, niedużą masę, dobre zbalansowanie i poręczność podczas dochodzenia postrzelonej zwierzyny. Ekspres cechuje się jednak mniejszym skupieniem punktów trafienia przy strzelaniu z obu luf, oraz osiąga zazwyczaj znacznie wyższe ceny niż inne typy broni myśliwskiej. 
Do znanych producentów ekspresów należą między innymi firmy: 
- brytyjskie: Holland & Holland; James Purdey & Sons; Westley - Richards,
- niemieckie: Heym, Krieghoff, Blaser, Merkel
- włoskie: Antoniozoli.

Najmniejszym nabojem występującym w ekspresach jest .222 Remington; największym zaś  9,3 × 74 mm R.